# Dmytro Kryvcov
Dmytro Ivanovyč Kryvcov (in ucraino Дмитро Іванович Кривцов?; Pervomajs'k, 3 aprile 1985) è un ex ciclista su strada ucraino.

## Palmarès

### Strada
- 2008 (ISD Sport Donetsk, una vittoria)

2ª tappa GP Donetsk 1 (Donec'k > Donec'k)

#### Altri successi
- 2008 (ISD Sport Donetsk)

1ª tappa Tour de Ribas
3ª tappa Tour de Ribas

## Piazzamenti

### Classiche monumento
- Giro delle Fiandre

2011: 123º
- Parigi-Roubaix

2011: 99º
2012: fuori tempo massimo

### Competizioni mondiali
- Campionati del mondo

Salisburgo 2006 - In linea Under-23: 94º
Stoccarda 2007 - In linea Under-23: ritirato
Limburgo 2012 - In linea Elite: ritirato
Ponferrada 2014 - In linea Elite: ritirato
- Giochi olimpici

Londra 2012 - In linea: 66º

### Competizioni europee
- Campionati europei

Mosca 2005 - In linea Under-23: ritirato
Valkenburg 2006 - Cronometro Under-23: 50º
Valkenburg 2006 - In linea Under-23: 70º
Sofia 2007 - Cronometro Under-23: 16º
Sofia 2007 - In linea Under-23: 7º